# Anolis dollfusianus
Anolis dollfusianus (кавовий аноліс) — вид ігуаноподібних ящірок родини анолісових (Dactyloidae). Мешкає в Мексиці і Гватемалі. Вид названий на честь французького зоолога Огюста Дольфюста.

## Поширення і екологія
Кавові аноліси мешкають на тихоокеанських схилах гір Сьєрра-Мадре-де-Чіапас в Гватемалі і мексиканському штаті Чіапас. Вони живуть у вологих тропічних лісах та на тінистих кавових плантаціях, на висоті від 200 до 1200 м над рівнем моря.